# Sphecozone rubicunda
Sphecozone rubicunda är en spindelart som först beskrevs av Eugen von Keyserling 1886.  Sphecozone rubicunda ingår i släktet Sphecozone och familjen täckvävarspindlar.
Artens utbredningsområde är Peru. Inga underarter finns listade i Catalogue of Life.